# Kasama (Zambia)
Kasama è una città dello Zambia, capoluogo della Provincia Settentrionale e conta circa 200 000 abitanti.

## Storia

### Battaglia di Kasama
Questa città fu teatro dell'ultima battaglia combattuta nella prima guerra mondiale, il 13 novembre 1918, da parte delle truppe tedesche e quelle anglo-portoghesi in Africa Orientale Tedesca.
Vittoria inutile dei Tedeschi, che dopo 10 giorni si arrenderanno agli Alleati.